# 庫爾德沃特 (喬治亞州)
庫爾德沃特（英語：Coldwater）是位於美國喬治亞州艾伯特縣的一個非建制地區。該地的面積和人口皆未知。

## 地理
庫爾德沃特的座標為34°13′23″N 82°47′50″W / 34.22306°N 82.79722°W，而該地的平均海拔高度為179米（即587英尺）。